# Кисляков, Николай Андреевич
Никола́й Андре́евич Кисляко́в (28 ноября (11 декабря) 1901, Санкт-Петербург, Санкт-Петербургская губерния, Российская империя — 8.10.1973, Ленинград, СССР) — советский учёный-этнограф, историк.

## Биография
Родился 28 ноября (11 декабря) 1901 года в Санкт-Петербурге в дворянской семье (по другим данным, в семье военнослужащего). В 1918—1927 годах (с перерывом на службу в Красной Армии в 1925—1927 годах) работал сотрудником ряда учреждений, в том числе заведующим школой (Керчь, Евпатория). В 1927 году поступил на этнографическое отделение географического факультета Ленинградского историко-лингвистического института, который окончил в 1932 году (обучался у И. И. Зарубина, Д. К. Зеленина, Е. Г. Кагарова). В 1933—1941 годах работал научным сотрудником Института этнографии АН СССР, в 1941—1943 годах возглавлял Музей Таджикистанского филиала АН СССР, работал преподавателем исторического факультета Сталинабадского государственного педагогического института.
В 1935 году защитил кандидатскую диссертацию на тему «Следы первобытного коммунизма у горных таджиков Вахио-боло», а в 1952 году докторскую диссертацию на тему «Семья и брак у таджиков».
В 1943 году оставил преподавание и перешёл на дипломатическую службу, до 1945 годах работал референтом (атташе) посольства СССР в Иране, затем вновь стал заниматься наукой: в 1945—1950 годах возглавлял музей Антропологии и этнографии АН СССР, в 1948—1973 годах был заведующим сектором Средней Азии Ленинградской части Института этнографии АН СССР, в 1951—1953 и 1957—1961 годах — старший научный сотрудник Института истории, археологии и этнографии АН Таджикской ССР.
Умер 8 октября 1973 года в Ленинграде.
Жизни и творчеству Н. А Кислякова посвящена кандидатская диссертация Р. У. Бакиева «Вклад Н. А. Кислякова в изучение истории и этнографии Таджикистана».

## Научная деятельность
Один из основателей российской школы этнографии народов Средней Азии и Казахстана, автор ряда важнейших трудов, посвящённых вопросам семейно-брачных и патриархально-феодальных отношений, а также по этническому составу населения Передней Азии.
Автор более 140 научных трудов. Некоторые работы:
- Население Передней Азии и его происхождение // Народы Передней Азии. М., 1957;
- Семья и брак у таджиков. По материалам конца XIX — начала XX в. М.; Л., 1959;
- Патриархально-феодальные отношения среди оседлого сельского населения Бухарского ханства в конце XIX — начале XX в. М.; Л., 1962;
- Таджики (соавт.) // Народы Средней Азии и Казахстана. М., 1962. Т. 1;
- Очерки по истории семьи и брака у народов Средней Азии и Казахстана. Л., 1969;
- Наследование и раздел имущества у народов Средней Азии и Казахстана (XIX — начало XX в.). Л., 1977.